# South Andaman (distrikt)
South Andaman (hindi: दक्षिण अण्डमान जिला) er et distrikt i det indiske unionsterritorium Andamanerne og Nicobarerne.  Administrationscenteret ligger i Port Blair.

## Historie
Dette distrikt blev oprettet den 18. august 2006 ved bifurkation af det daværende Andaman distrikt.

## Inddelinger

### Tehsil
I Andamanerne og Nicobarerne er Tehsil det tredje administrative niveau, under staten og distrikterne. South Andaman distrikt har 3 Tehsil.
1. Ferrargunj
2. Little Andaman
3. Port Blair

## Demografi
Ved folketællingen i 2011  var der 237,586 indbyggere i distriktet, mod 208,471 i 2001. Den urbane befolkningen udgør 55,89 % af befolkningen.
Børn i alderen 0 til 6 år udgjorde 9,94 % ved folketællingen i 2011 mod 11,84 % i 2001. Antallet af piger i den alder per tusinde drenge er 961 i 2011 mod 982 i 2001.